# Nephrotoma usta
Nephrotoma usta är en tvåvingeart som först beskrevs av Osten Sacken 1886.  Nephrotoma usta ingår i släktet Nephrotoma och familjen storharkrankar.
Artens utbredningsområde är Costa Rica. Inga underarter finns listade i Catalogue of Life.